# Arevshat, Shirak
Arevshat là một đô thị thuộc tỉnh Shirak, Armenia. Dân số ước tính năm 2011 là 2097 người.